# Фернанду да Пієдаде Діас душ Сантуш
Фернанду да Пієдаде Діаш душ Сантуш (порт. Fernando da Piedade Dias dos Santos, нар. 5 березня 1950, Луанда) — ангольський політик, віце-президент з 5 лютого 2010 року. Раніше був міністром внутрішніх справ (до 2002), прем'єр-міністром (2002—2008) та головою Національних зборів (2008—2010).